# Bloomfield (Iowa)
Pour les articles homonymes, voir Bloomfield.
La ville de Bloomfield est le siège du comté de Davis, dans l’État de l’Iowa, aux États-Unis. Elle comptait 2 640 habitants lors du recensement de 2010.

## Source
- (en) Cet article est partiellement ou en totalité issu de l’article de Wikipédia en anglais intitulé « Bloomfield, Iowa » (voir la liste des auteurs).